# Wiener Towarzystwo Ubezpieczeń
Wiener Towarzystwo Ubezpieczeń S.A. (poprzednio Gothaer Towarzystwo Ubezpieczeń, do 30 września 2012 Polskie Towarzystwo Ubezpieczeń) – towarzystwo ubezpieczeniowe działające w latach 1990–2024. 
W 2011 spółka pozyskała inwestora, niemiecki koncern ubezpieczeniowy Gothaer, który do 2019 roku posiadał blisko 100% udziałów w jej kapitale. W 2019 – Vienna Insurance Group nabyła od Gothaer wszystkie udziały w spółce. W wyniku transakcji towarzystwo zmieniło nazwę na Wiener TU S.A.. 1 lipca 2024 roku spółka Wiener TU S.A. została przejęta przez spółkę Compensa TU S.A..

## Działalność
Struktura towarzystwa bazowała na dwóch równoległych pionach obsługujących dwie podstawowe grupy klientów: klientów indywidualnych i biznesowych. Klientom indywidualnym Wiener TU oferowało ubezpieczenia komunikacyjne, majątkowe, osobowe i odpowiedzialności cywilnej. Ubezpieczenia dla klientów korporacyjnych przeznaczone były przede wszystkim dla małych i średnich przedsiębiorstw o profilu produkcyjnym, handlowym i usługowym. Wiener TU pozyskiwało także klientów z branży energetyki odnawialnej: deweloperów i właścicieli farm wiatrowych – jako jedyne TU na polskim rynku oferowało ubezpieczenie dla tego segmentu rynku.

## Historia
- 1990 – utworzenie spółki Towarzystwo Ubezpieczeń Komunikacyjnych Sp. z o.o.
- grudzień 1991 – zmiana nazwy na „TUK” S.A.
- wrzesień 1998 – w związku z objęciem akcji przez Daewoo-FSO Motor S.A. spółka zmieniła nazwę na Daewoo TU S.A.
- 2003 – zmiana struktury akcjonariatu i zmiana nazwy na Polskie Towarzystwo Ubezpieczeń S.A.
- 2010 – Polskie Towarzystwo Ubezpieczeń S.A. pozyskuje większościowego inwestora – niemiecki koncern ubezpieczeniowy Gothaer (75% udziałów)[6]
- styczeń 2011 – Gothaer obejmuje 77,13% udziałów w kapitale zakładowym PTU S.A.
- marzec 2011 – prezentacja strategii rozwoju PTU 2016 (Go 2016)
- styczeń 2012 – Grupa Gothaer zwiększa swój udział w kapitale Spółki do 99,86%
- październik 2012 – zmiana nazwy spółki z PTU S.A. na Gothaer Towarzystwo Ubezpieczeń S.A.
- w 2019 – Vienna Insurance Group nabyła od Gothaer wszystkie udziały w spółce i zmieniła jej nazwę na Wiener TU S.A.[3]
- 1 lipca 2024 - Vienna Insurance Group skonsolidowała działalność w segmencie ubezpieczeń majątkowych na polskim rynku; spółka Wiener TU S.A. została przejęta przez spółkę Compensa TU S.A., przejmując tym samym prawa do wykorzystywania znaku towarowego Wiener[7].